# Katran
Katran ali gudron je temna, večkrat črna, viskozna, oljnata tekočina, ki vsebuje ostanke destilacije fosilnih organskih materialov, ogljikovih hidratov in nafte. Rafinerije, kemična in težka industrija, shranjujejo gudron v velike, neprepustne bazene, kjer ostajajo desetletja in so stalna nevarnost za okolje. Gudron vsebuje razne masti, parafine, asfaltene, benzol, ksilol, krezol, toluon, gvainol, fenol in celo vrsto raznih strupenih smol. Odstranjevanje gudrona iz naravnega okolja je zelo zahteven in drag proces. Gudron je spreminjujoča smola, proizvaja pa se predvsem iz lesa in korenin borovcev.
Proizvodnja in trgovina katrana je bila pomemben dejavnik v gospodarstvih severne Evrope in Amerike. Največ so ga uporabljali za zaščito lesenih ladij proti gnilobi. Največji uporabnik je bila kraljeva mornarica. Povpraševanje po katranu se je zmanjšalo, ko so začeli proizvajati ladje iz železa in jekla.
Katranu podobne izdelke lahko pridobivajo tudi iz drugih organskih snovi, kot so šote. Mineralni izdelki se pridobivajo iz fosilnih ogljikovodikov, vključno z nafto. Premogov katran se pridobiva iz premoga kot stranski produkt proizvodnje koksa.

## Izdelava
V severni Evropi se beseda katran nanaša predvsem na snovi, ki izhajajo iz lesa in korenin borovcev. V preteklosti se je pogosto uporabljal kot vodoodporen premaz za čolne, ladje in strehe, še vedno pa se uporablja kot dodatek ali aroma pri sladkarijah, alkoholu, in drugih živilih. Lesni katran ima prijeten sladek vonj. Proizvodnja katrana iz lesa je bila znana v antični Grčiji, uporablja se že od železne dobe. V 14. stoletju je bil katran najpomembnejše izvozno sredstvo na Švedskem. Proizvodnja se je ustavila na začetku 20. stoletja, ko so druge kemikalije nadomestile katran in lesene ladje nadomestile jeklene. Ogrevanje z borovim lesom povzroča katran; smola kaplja od lesa in za seboj pušča oglje. To oglje je zelo dragoceno; imenujemo ga tudi ruska nafta, primerno je za zaščito usnja. Stranski produkt katranovega lesa je oglje in lesni alkohol.
Peči za katran so suhe peči. Zgodovinsko so se uporabljale v Skandinaviji za proizvodnjo katrana iz lesa. Zgrajene so bile v bližini gozdov iz apnenca. Dno je nagnjeno v vtičnico, da se je katran lahko izlil. Les je naložen na razsežnosti prsta. Zložen je zelo na gosto. Če je prisoten kisik, lahko pride do vnetja in proizvodnja se lahko uniči. Katran se prične izločati po nekaj urah, proces pa lahko traja tudi več dni.

## Uporaba
Katran se je uporabljal kot tesnilo za strešne skodle in za tesnenje lupin, ladij in čolnov. Včasih so ga uporabljali za nepremočljiva jadra in čolne, vendar so ga danes nadomestili s sintetičnimi materiali. Lesni katran pa se še vedno uporablja za tesnenje tradicionalnih lesenih čolnov in za strehe zgodovinskih cerkva, prav tako pa ga lahko uporabljamo za zunanje stene stavb. Katran je tudi splošno razkužilo.
Finski pregovor pravi, da če savna, vodka, in katran ne pomagajo, je lahko bolezen usodna. Katran se uporablja tudi v medicini. Lahko se uporablja tudi v naslednje namene:
- kot aroma za bonbone in alkohol
- kot začimba hrani, npr. mesu
- kot vonj za savne
- kot detergent proti prhljaju v šamponu
- kot sestavni del kozmetike

Katran mešajo z lanenim oljem in ga uporabljajo za izdelavo barve. Katranova barva je prosojno rjavkaste barve. Lahko se uporablja za nasičenje barv in ščiti les pred zunanjimi vremenskimi vplivi. Katranova barva je lahko napeta z različnimi pigmenti, ki ohranjajo teksturo lesa.

## Opredelitev
Beseda katran se lahko uporablja za opis več različnih snovi, ki niso zares katran. Nahajališča nafte (včasih imenovane katranski pesek) vsebujejo različne mešanice peska ali kamnin. Katran in smola se včasih uporabljajo izmenično, vendar pa je smola bolj trdna, medtem ko je katran bolj tekoč.

## Premog
V angleščini, nemščini, in francoščini je katran snov, ki izvira predvsem iz premoga. Katran iz črnega premoga in naftnih derivatov se zaradi visoke vsebnosti benzena šteje med strupene in rakotvorne snovi. Kljub temu se premogov katran v malih koncentracijah  uporablja kot zdravilo za kožne bolezni. Ima zelo oster vonj. Katran črnega premoga je naveden pod številko 1999 v seznamu navarnega blaga, ki ga vodijo Združeni narodi (UN).